# Simon Tonyé
Simon Tonyé (* 15. Mai 1922 in Log-Mbon, Französisch-Kamerun; † 21. Februar 1997) war ein kamerunischer römisch-katholischer Geistlicher und Erzbischof von Douala.

## Leben
Simon Tonyé besuchte zunächst die Grundschule der Missionsstation in Pouma sowie später das Vorseminar in Edéa und das Kleine Seminar in Akono. Ab Januar 1947 studierte er Philosophie und Katholische Theologie am Priesterseminar in Mvolyé. Am 15. August 1955 empfing er in der Pfarrkirche Saint André in Pouma das Sakrament der Priesterweihe für das Apostolische Vikariat Douala (ab 14. September 1955: Bistum Douala).
Am 12. Dezember 1969 ernannte ihn Papst Paul VI. zum Titularbischof von Tamascani und zum Koadjutorbischof von Douala. Der Apostolische Nuntius in Kamerun, Erzbischof Ernesto Gallina, spendete ihm am 1. Februar 1970 in Douala die Bischofsweihe; Mitkonsekratoren waren der Bischof von Douala, Thomas Mongo, und der Bischof von Sangmélima, Pierre-Célestin Nkou.
Simon Tonyé wurde am 29. August 1973 in Nachfolge von Thomas Mongo, dessen Rücktrittsgesuch am selben Tag angenommen worden war, Bischof von Douala. Tonyé wurde 1976 zudem Vizepräsident der Kamerunischen Bischofskonferenz. 1981 wurde auf seine Initiative hin das regionale Priesterseminar Paul VI. in Douala errichtet. Am 18. März 1982 wurde Tonyé infolge der Erhebung des Bistums Douala zum Erzbistum erster Erzbischof von Douala.
Am 31. August 1991 nahm Papst Johannes Paul II. das von Tonyé vorgebrachte Rücktrittsgesuch an.